# Leucania continentalis
Leucania continentalis är en fjärilsart som beskrevs av Emilio Berio 1962. Leucania continentalis ingår i släktet Leucania och familjen nattflyn. Inga underarter finns listade i Catalogue of Life.